# Kanton Allaire
Kanton Allaire (francouzsky Canton d'Allaire) je francouzský kanton v departementu Morbihan v regionu Bretaň. Tvoří ho devět obcí.

## Obce kantonu
- Allaire
- Béganne
- Peillac
- Rieux
- Saint-Gorgon
- Saint-Jacut-les-Pins
- Saint-Jean-la-Poterie
- Saint-Perreux
- Saint-Vincent-sur-Oust